# Johann Christopher Heimbrod
Johann Christopher Heimbrod (født før 1724 i Sachsen, begravet 28. oktober 1733 i København) var billedhugger, stenhugger og stukkatør.
Efter sit ægteskab med billedhugger Johan Christopher Sturmbergs enke fortsatte Heimbrod hans værksted og fik titel af hofbilledhugger. 
Heimbrod arbejdede for hoffet på Frederik IV's og Christian VI's tid og var virksom på Københavns Slot, på Hirschholm, Fredensborg, Koldinghus og Vallø m.fl. Som kunstner stod han alt andet end højt. En stor del af hans arbejder er gået til grunde. Af dem, der er tilbage, kan nævnes den store Florastatue af bremersten i Marmorhaven ved Fredensborg. Indskriftstavlerne på de af Frederik IV grundlagte 240 almueskoler udførtes på Heimbrods værksted. Netop som det var overdraget ham at udføre alt billedhuggerarbejdet til den store sal på Hirschholm Slot, døde han (i begyndelsen af 1733), efterladende sig en stor børneflok.
Han er begravet ved Sankt Petri Kirke.